# Mycalidae
Mycalidae é uma família de esponjas marinhas da ordem Poecilosclerida.

## Gêneros
- Mycale Gray, 1867
- Phlyctaenopora Topsent, 1904